# Земетресение в Турция и Сирия (2023)
На 6 февруари 2023 г. катастрофално и разрушително земетресение с магнитуд 7,8 удря южна и централна Турция, както и северна и западна Сирия. Епицентърът на земетресението е на 34 км западно от град Газиантеп. Това се случва в 4:17 часа сутринта турско време и е по седма скала на Меркали-Канкани-Зиберг. Земетресение с магнитуд 7,7 се състои девет часа по-късно с център 95 км на север-североизток във вилает Кахраманмараш. Причинява големи щети и десетки хиляди жертви. Основният трус е най-силното земетресение в Турция след земетресението в Ерзинджан през 1939 г. със същия магнитуд, заедно с което е второто най-силно в историята на страната след земетресението в Северен Анадол от 1668 г. Земетресението е най-смъртоносното в Турция след земетресението в Киликия през 1268 г. и в Сирия след земетресението в Алепо през 1822 г. Това е едно от най-силните земетресения, регистрирани някога в Леванта, и е най-смъртоносното земетресение в света след земетресението в Хаити през 2010 г. То е усетено в Египет, Израел, Палестинската автономия, Ливан, Кипър и Черноморското крайбрежие на Турция.
Земетресението е последвано от над 2100 вторични труса. Сеизмичната последователност е резултат от плитко свличане. Към 14 февруари 2023 г. са потвърдени над 41 100 смъртни случая: над 35 400 в Турция и 5 700 в Сирия. Голяма зимна буря възпрепятства спасителните усилия, пада сняг върху руините и довежда до рязко понижаване на температурите. Поради минусовите температури в района оцелелите, особено тези, хванати под развалините, са изложени на голям риск от хипотермия. Смята се, че земетресението е причинило щети на стойност 84,1 милиарда щатски долара, което го прави четвъртото най-скъпо земетресение в историята.
Още на същия ден Република България отговаря на призива за помощ от Турция. 
Вечерта на 06 модулът за издирване и спасяване към ПБЗН изпрати 58 пожарникари с техника към южната ни съседка. Към тях се присъединяват и спасители от Столична община. 
На следващия ден 07.02. група от 27 доброволци от Националната асоциация на доброволците в Република България се насочиха към Турция със собствен транспорт.   
На 8 Февруари към Турция заминават още 20 служители на ПБЗН за да помагат на колегите си. 

## В масовата култура
От ретроспективна сцена на първия за 18-ти сезон 639-ти епизод на турския полицейски сериал "Опасни улици" става ясно, че помощник-комисар Нурджан, комисарите Явуз и Айше и полицай Седа са напуснали екипа на Татко Ръза и са отишли да помагат в районите, засегнати от земетресението (няколко месеца преди земетресението излъчването на сериала е временно спряно). Във 658 - мия епизод на сериала адвокат Нилай, загубила родителите си при земетресението търси справедливост от строителния предприемач Еркин Йозсьомнез, давайки с това пример на други жертви - при срутването на блока, където е живеела, са загинали 117 души. Еркин се опитва да избяга с лодка от Турция, но се удавя, 663 - тия е специално посветен на първата годишнина от земетресението, като екипът отива в Хатай, за да намери малко момиченце на име Зейнеп, отвлечено при земетресението, и помага на пострадалите, а комисар Бирче след конфликт с приятеля си Кадир се премества в града, а през 664 - ти епизод придобитите по престъпен начин милиони на бившия главен комисар Юнал са дарени на пострадалите при земетресението. Сюжетът на започналия излъчването си на 18 декември 2023 г. и спрения за 2 седмици по решение на Турския съвет за Радио и Телевизия поради жалби от ислямски фундаменталисти в края на годината сериал "Червени пъпки" започва с преместването на главната героиня Мерием, съпругът й и дъщеря им в Истанбул от засегнатите от земетресението райони, като им е предоставен приют от ислямската секта, където членуват. На жертвите и пострадалите от земетресението и възстановяването от него са посветени и редица песни, част от които са излъчени в епизоди 69 и 70 на музикалното предаване на Kanal D "Пейте ни песни" от 25 март и 1 април 2023 г. съответно.